# HD 20367 b

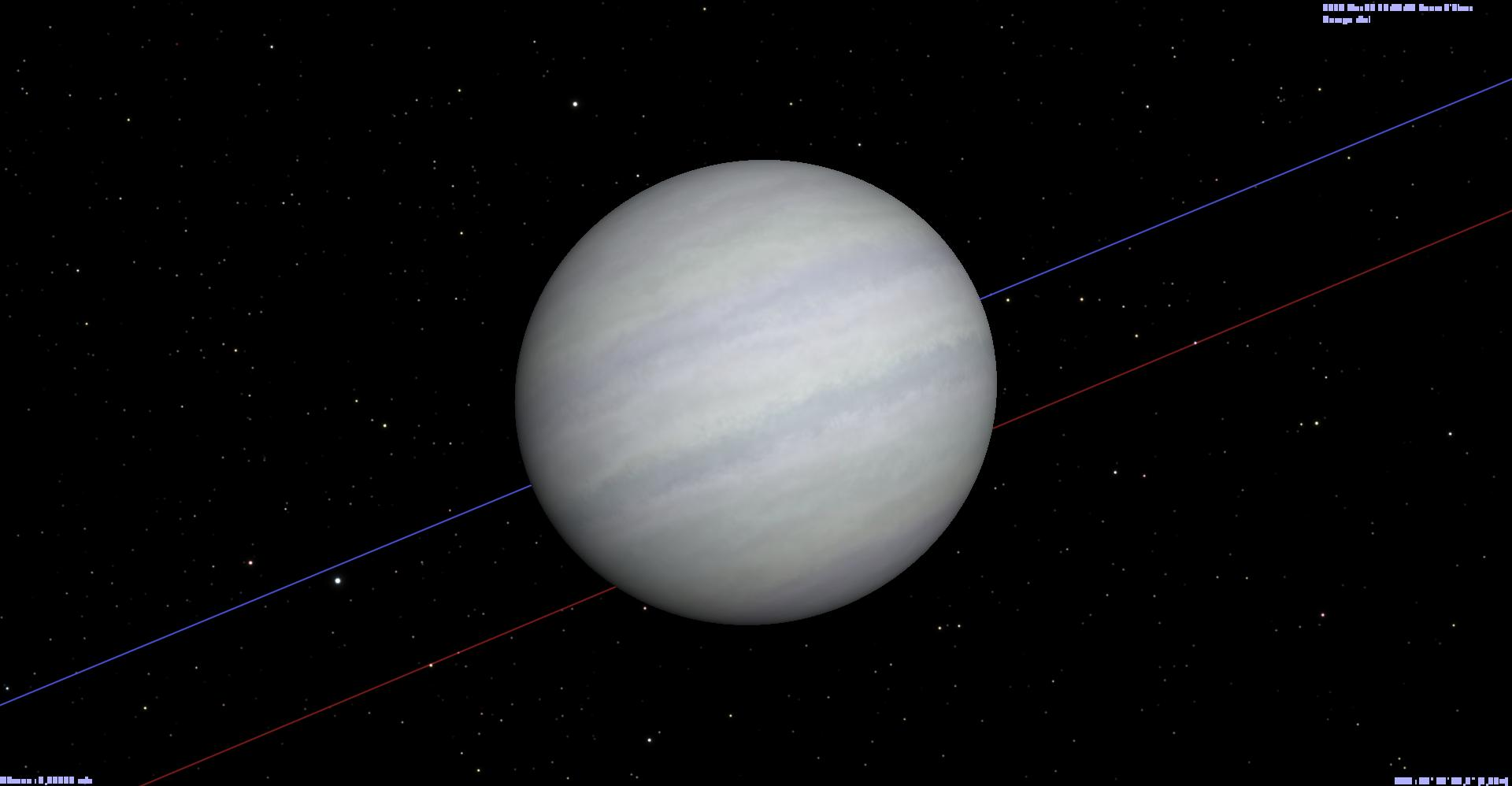
HD 20367 b visto en Celestia.

HD 20367 b es un planeta extrasolar que está alrededor de 88 años luz de distancia en la constelación de Aries, en la estrella HD 20367. Su masa es similar a la de Júpiter. Que orbita la estrella a una distancia media que es un poco más allá de la órbita de la Tierra al Sol. El 470-días (1,3 años) en órbita es un poco excéntrico. Este planeta recibe en la insolación media distancia similar a la Tierra, y en apastron e insolación periastro similar a la de Marte y Venus, de modo que si este planeta tiene lunas, se podrá establecer un medio ambiente adecuado para apoyar la vida. Fue descubierto en el año 2002.